# Paripe
Paripe é um subdistrito do distrito do Salvador, na Bahia. É um dos maiores e mais importantes bairros da cidade.
Pero de Magalhães Gândavo foi um dos cronistas do século XVI que citou a região de Paripe em 1576. Naquela época, Paripe era uma vila da Capitania da Bahia de Todos os Santos.
Falar do processo de ocupação do Subúrbio Ferroviário da cidade de São Salvador no século XVI, perpassa pela localidade de Paripe que englobava no passado os atuais bairros: São Tomé, Fazenda Coutos, Vista Alegre, Alto de Coutos e Periperi. Paripe foi a primeira região que iniciou as atividades açucareiras no Estado da Bahia em 1544, com Afonso Torres que construiu o primeiro engenho chamado Santa Cruz das Torres.[carece de fontes?]
Quando Afonso Torres morreu suas grandes terras foram partilhadas entre arrendatários, desmembrando o engenho Santa Cruz das Torres e demais propriedades que ocasionou no surgimento de outros engenhos e pequenas fazendas destinadas a lavoura e produção de açúcar. Essas novas propriedades também foram se desmembrando formando pequenos engenhos, fazendas, sítios e roças, devido a dois fatores: primeiro a morte de seus proprietários que culminava na partilha de seus bens entre os herdeiros e segundo a constante crise da indústria açucareira, que não oferecia condições e segurança os senhores de engenho e fazendeiros para continuar o empreendimento e investimento de recursos em uma atividade que ano após ano estava em queda. Esses foram os alicerces, a válvula percussora e decisiva para a remodelação da estrutura interna da freguesia de Paripe e o surgimento de diversas propriedades que contribuíram para consolidação e criação de novas localidades que deram origens aos atuais bairros. Por exemplo: o atual bairro de Alto de Coutos surgiu após a consolidação e desmembramento de engenho que deu nome ao bairro Santo Antônio da Olaria de Coutos; já as terras do bairro Fazenda Coutos pertenciam ao proprietário da fazenda que deu nome ao bairro, Silvestre Cardoso de Vasconcellos; o Atual bairro de Paripe surgir após o desmantelamento de engenhos como Aratú, Paripe, Madureira e diversas fazendas que ainda as casas fazem parte da configuração do bairro. Foi assim que os atuais bairros foram surgindo, com os primeiros núcleos populacionais constituídos por grupos privilegiados e não privilegiados, até atingir o formato atual, influenciados por outros fatores da contemporaneidade que temos hoje.

## Topônimo
O nome é de origem tupi e significa "no pari", através da junção dos termos pari ("pari") e pe ("em"). Pari era um canal de taquara e de cipós construído pelos índios brasileiros para pescar.

## História

### Paripe antes dos europeus
A região de Paripe devido a sua grande biodiversidade e principalmente pelas características geográficas foi disputada a ferro e fogo por diversos grupos com diferentes anseios. Historicamente, a região era povoada pelos povos tupinambás que ocupavam todo o litoral do estado da Bahia, vivendo em aldeias que eram constituídas por unidades familiares que juntas totalizavam por volta de 400 indivíduos. No cerne da sociedade tupinambá havia a divisão de trabalho, no qual cabiam aos homens o trabalho braçal, nas derrubadas das árvores para realização da coivara, pescavam, caçavam, construíam ocas e cuidavam da defesa pelo fato de conflitos constantes “necessários” para obtenção de inimigos para o ritual antropofagia. As mulheres cuidavam das crianças, preparavam a alimentação, plantavam e colhiam gêneros (feijão, milho, batata, abóbora e mandioca) que faziam parte de sua dieta. Com a chegada dos europeus a essa região e o início do processo de colonização a sociedade tupinambá foi sucumbindo devido á imposição de uma estrutura social que entrava em choque com as suas práticas culturais.

### Primeira tentativa
A primeira tentativa de ocupação das terras de Paripe ocorreu quando Francisco Pereira Coutinho depois de se estabelecer e fundar a sua vila começou a colocar em prática suas obrigações para com a capitania da Bahia, doando em 1542 através de “sesmaria” as terras de Paripe ao nobre castelhano, rico e poderoso Afonso Torres que nasceu na cidade de Andaluzia e fez sua fortuna com o comércio de africanos escravizados na Costa da Guiné. A sesmaria doada se "estendia desde o porto de Paripe até a enseada de Aratú e duas léguas de terra a dentro, possuindo pois uma extensão de aproximadamente uma légua e meia de terras em quadrado.” Depois que recebeu a doação do donatário da capitania da Bahia, Afonso Torres iniciou o processo de construção de um engenho ou engenhoca chamada Santa Cruz das Torres e as atividades açucareiras, impondo aos povos tupinambás uma estrutura que interferiu diretamente na sua dinâmica social, causando um choque cultural entre as formas comportamentais de cada cultura, criando uma zona de constantes conflitos entre os tupinambás e portugueses que se achavam no direito de cometer tudo àquilo que quisesses com os povos nativos: atos de violência contra as mulheres e crianças, incendiavam plantações, trabalhos forçados etc. Essa zona conflituosa teve fim com uma revolta dos povos tupinambás que sitiaram a Vila de Pereira, expulsaram portugueses e destruíram tudo o que foi construindo por eles. Todavia esse processo não ocorreu somente na Vila de Pereira, mas em todas as localidades sob dominação portuguesa, a exemplo Paripe, no qual o engenho Santa Cruz das Torres foi queimado, culminando no fracasso dessa primeira tentativa para ocupação de Paripe.
A economia do bairro está concentrada basicamente no setor de comércio e serviços, possuindo várias lojas, supermercados, padarias e confeitarias, casas lotéricas, bares, restaurantes, agências bancárias etc. Além disso possui uma boa distribuição de escolas em seu território. Por estar às margens da baía de Todos os Santos, serve de importante gerador de renda para pescadores.[carece de fontes?]

### Segunda tentativa
A segunda tentativa ocorreu após o estabelecimento do Governo Geral e fundação da cidade do Salvador devido às políticas instituídas pela Coroa para resolver a questão indígena, sendo de início à política de aldeamentos que mais tarde culminou com a subjugação, isto é, o uso da força para ocupar as regiões propícias para a cultura do açúcar. É nesse contexto que Afonso Torres retorna para suas terras, entre (1557-58), reedifica seu engenho e junto dele construiu a capela Santa Cruz. Em 1560, Torres falece e após sua morte, sua sesmaria começa a ser loteada. O engenho de Santa Cruz das Torres passou para Jorge Gomes Sampaio, que depois foi vendido para Baltasar Pereira. Nesse momento as terras de Paripe começam a ser povoadas, atingindo um contingente populacional significativo, tornando-se vila, julgado e por fim ocorre a fundação da freguesia rural de Nossa Senhora do Ó de Paripe em 1578. As freguesias eram formas de organização territorial de cunho administrativo e eclesiástico, os habitantes dessas localidades eram chamados de fregueses, extremamente ligados à igreja matriz, que dava o nome a freguesia. O território da cidade de Salvador era divido por dez freguesias urbanas e nove suburbanas.
Gabriel Soares de Sousa no seu “Tratado Descritivo do Brasil”, escrito antes de 1587, em suas andanças pela capitania da Bahia, descreve a região do Recôncavo baiano e suas freguesias. Sobre a Freguesia de nossa senhora do Ó de Paripe ele comenta que é uma região muito arborizado, fresca, toda povoada com muitas fazendas alegres e engenho de açúcar que mói com bois e água, possui canaviais de açúcar, capelas como a de São Tomé e a igreja matriz da freguesia. Relata ainda sobre os principais senhores de engenhos e fazendas como: o castelhano Francisco de Aguilar, Vasco Rodrigues Lobato, o mercador Baltasar Pereira, Francisco Barbuda, Cristóvão de Aguiar, Gaspar Dias Barbosa, Sebastião da Ponte, o proprietário do famoso engenho de Aratú Sebastião Faria, e Jorge Antunes. A freguesia era banhada pela Baia de Todos os Santos e Baía de Aratú, pelos rios de Pirajá, Matoim, possuía também ribeiras de águas, pontes e porto.
Inúmeros fatores contribuíram para o destaque econômico de Paripe perante a cidade do Salvador que era o centro político, administrativo e portuário da província, com trapiches para armazenamento das mercadorias e porto estratégico para qualquer embarcação que navegava sobre as águas do Oceano Atlântico. Paripe possuía uma localização geográfica favorável para o escoamento da produção de açúcar, próximo de rios que favoreceram a constituição de povoados e solo de massapé ideal para o cultivo da cana-de-açúcar. Segundo Barickman, “A lavoura canavieira veio assim a dominar a paisagem num largo arco que, das freguesias de Cotegipe e Pirajá, nos arredores de Salvador, se estendia para o oeste, ao longo da margem da baía, até abranger a freguesia de Santiago de Iguape.”
O vigário Domingos Gonçalves da Silva em 1757 escreveu sobre a Freguesia de Nossa Senhora do Ó de Paripe, informando os limites territoriais e fronteiras da freguesia, possibilitando o reconhecimento dos limites, dimensionamento, para reconstrução e demarcação do espaço geográfico. As moradias são distante uma das outros, as principais localidades são: Piripitumba, Pedra das Almas, Paripe, Sapoca, Santo Tomé, Inema, Toquetoque, Boca do Rio, Gororó, Moribeca, Santa Cruz, Outeyro, Aratú, Vara, Macaguo, Campos, Santo Antonio dos rio das pedras, Carrapato, Ipitanguinha, Ipitanga.
Nessa nova forma de organização administrativa territorial tinha a Igreja Católica com um papel de destaque na dinâmica social, uma vez que essa se tornava o centro das freguesias. Seus agentes eclesiásticos (párocos e vigários) realizavam atividades de cunho religioso, econômico, político e social. As freguesias revelam-se como um espaço ativo do desempenho das atividades eclesiásticas: procissões, casamentos, sepultamentos, batismos, comissões eleitores, comissões médicas, comissões de obras, eram responsáveis pelo registro eclesiásticas das terras (engenhos, fazendas), as irmandades também realizam diversas atividades entre elas destacam-se as sociais.

## Localização

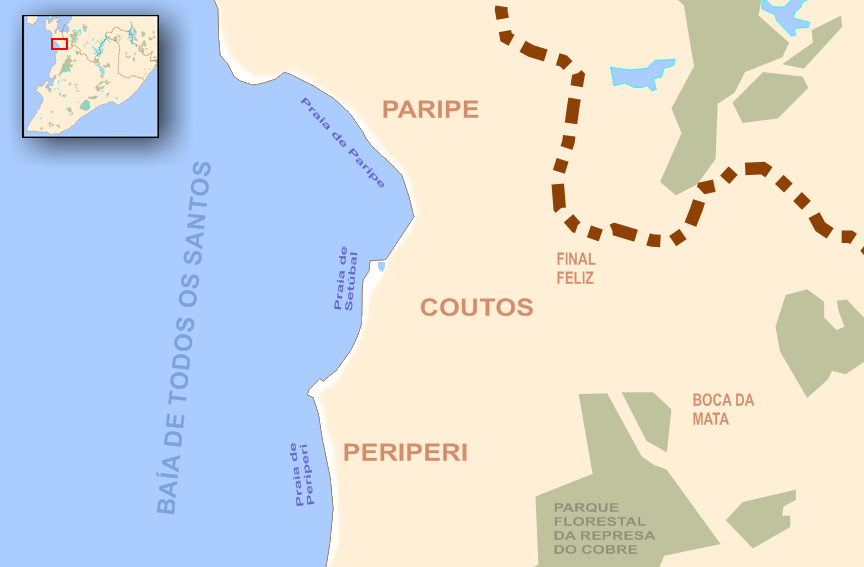
Mapa mostrando a localização de Paripe em Salvador e adjacências

Está situado no chamado Subúrbio Ferroviário de Salvador, possuindo uma estação do trem do subúrbio, que se caracteriza como o ponto final da linha de trem. Em seu território e limites, estão situadas as localidades de Tubarão, Estrada da Cocisa, Gameleira, Escola de Menor (ladeira Almirante Tamandaré), Bate Coração, Tororó, Muribeca, Nova Canaã, Vila Naval da Barragem (controlado pela Marinha) e São Tomé de Paripe (onde estão as bases militares e residências oficiais da Marinha, além de praias famosas como Inema, conhecida por servir de hospedagem para o(a) presidente da república em suas visitas a Salvador). O seu acesso rodoviário se dá através da Estrada da Base Naval de Aratu, pela Estrada do CIA ou pela Avenida Afrânio Peixoto, mais conhecida como Suburbana.[carece de fontes?]

## Demografia

### População
Segundo o Censo do Instituto Brasileiro de Geografia e Estatística (IBGE) de 2010 Paripe é o quarto bairro com a maior população de negros em Salvador, com 84,49% (46 505 habitantes). Sua população total em 2010 somando todas as etnias era de 55 039.

### Segurança
Foi listado como um dos bairros mais perigosos de Salvador, segundo dados do Instituto Brasileiro de Geografia e Estatística (IBGE) e da Secretaria de Segurança Pública (SSP) divulgados no mapa da violência de bairro em bairro pelo jornal Correio em 2012. Ficou entre os mais violentos em consequência da taxa de homicídios para cada cem mil habitantes por ano (com referência da ONU) ter alcançado o nível mais negativo, com o indicativo "mais que 90", sendo um dos piores bairros na lista.
Entre 2011 e 2016 ficou consecutivamente entre os três bairros (dos vinte) mais perigosos de Salvador, devido ao número elevado de assassinatos. O titular da 5ª Delegacia (Periperi), Nilton Borba, comentou em 2016 sobre a região do subúrbio, onde está localizado o bairro: "É uma área com muitas invasões. Há ruas que não entram carros e as incursões precisam ser a pé. A geografia e essa alta densidade de população são propícias ao tráfico e a uma marginalidade mais perigosa. As 14ª (do Lobato) e 19ª (de Paripe) Companhias Independentes da Polícia Militar disseram que "questões urbanísticas, que impossibilitam o policiamento motorizado em algumas localidades, ao tráfico e ao uso de drogas (...) Os acusados de  homicídios são presos pela PM e em pouco tempo voltam às ruas e a delinquir"."